# Revolucija ruža
Revolucija ruža (ponekad prevođena i kao Ružičasta revolucija) (gruzijski ვარდების რევოლუცია - vardebis revolucia) je naziv za događaje u Gruziji 2003. godini koji su doveli do smjene tadašnjeg predsjednika Eduarda Ševardnadzea.

## Režim Eduarda Ševardnadzea
Eduard Ševardnadze je bio ministar vanjskih poslova SSSR od 1985. do 1990. godine, kada je podnio ostavku na to mjesto.
Iako on uz rusku pomoć staje na čelo Gruzije, njegova politika je jasno prozapadna. O tome svjedoče i optužbe iz Rusije da se gruzijski teritorij rabi kao baza čečenskih terorista za djelovanja protiv Rusije.
Njegov režim su često potresale korupcionaške afere, a razina kriminala u zemlji je jasno stajala na putu gospodarskom razvitku zemlje koja je ovisila od stranih ulaganja.
Gruzija, kao kavkaska zemlja, ima veliki strateški značaj kao zemlja kroz koju bi mogao proći alternativni naftovod kojim bi se zaobišla Rusija u transportu kaspijske nafte u Zapadnu Europu.

## Osnutak instituta Liberti (Sloboda)
Liberti (Sloboda) institut u Gruziji osnovan je 1996. godine, a glavni inicijator njegovog osnutka bilo je gašenje od države financijski nezavisne televizije Rustavi 2.
Pored mnogobrojnih aktivnosti na području ljudskih prava, borbe protiv korupcije i slobode govora, institut je pružao podršku i poticao nastanak studentskih parlamenata iz kojih će kasnije nastati KMARA!. Oko 800 studentskih aktivista je uz pomoć instituta Liberti (Sloboda) obučeno za aktivnosti u pokretu KMARA!.

## Nastanak KMARA!
Na sveučilištu u Tbilisiju je 2000. godine stvorena studentska organizacija čiji je cilj bila borba protiv korupcije na državnim sveučilištima.
Ova studenstka grupa početkom 2003. godine uz pomoć i instrukcije ogranka američkog instituta Liberti u Gruziji postaje pokret KMARA!(DOSTA!).
Preko instituta Liberti i Soroševog Fonda za otvoreno društvo pripadnici KMARA! se povezuju s aktivistima OTPOR!a koji ih obučavaju i daju im uputstva u vezi sa svojim iskustvima u aktivnostima borbe protiv Slobodana Miloševića. Pored članova KMARA!, kontakte sa sudionicima 5. listopadske revolucije ostvaruje i vođa, tada već, udružene opozicije Mihael Sakašvili.

## Ujedinjenje opozicije
Nekadašnji članovi Ševardnadzeove Građanske Unije Gruzije:
- Mihael Sakašvili, Ujedinjeni nacionalni Pokret
- Nino Burjanadze, Burjanadze-Demokrate
- Zurab Žvanija, Burjanadze-Demokrate

bili su vođe opozicije koje su na parlamentarnim izborima u studenom 2003. godine stajale nasuprot Ševardnadzeu i Abašidzeu, iako nisu stajale u zajedničkoj koaliciji.

## Izbori
Na izborima je prema državnoj izbornoj komisiji pobjedu ostvario Ševardnadzeov blok. Sakašvili je na osnovu svojih rezultata sebe i svoju stranku proglasio pobjednicima i pozvao narod da mirnim prosvjedima obrani pobjedu, u tom pozivu i u potvrdi njegove izborne pobjede pridružili su mu se i vodstvo druge opozicijske skupine Burjanadze-Demokrate (Zurab Žvanija i Nina Burjanadze).
Njegovu izbornu pobjedu i izbornu krađu potvrdili su i od države nezavisni promatrači.

## Prosvjedi
Mirni narodni prosvjedi trajali su dva tjedna. U njima su pored vodstva opozicije (Sakašvili, Burjanadze i Žvanija) aktivno sudjelovali i aktivisti pokreta KMARA! i ogranak američke NVO Liberti (Sloboda) institut u Gruziji. Pored glavnog grada Tbilisija, prosvjedi su zahvatili i veće gradove u zemlji. Simbol prosvjeda bile su ruže kojima su Sakašvili i njegove pristalice prikazivale svoju odlučnost nenasilnim sredstvima boriti se za demokraciju.
Dana 22. studenog 2003. u vrijeme kada je održavana konstitutivna sjednica novog saziva skupštine Sakašvilijeve pristaše su probili policijski kordon i upali u skupštinu. Usred konstitutivne sjednice u dvoranu su upali pristaše opozicije s ružama u rukama i prekinuli zasjedanje, a Ševardnadzeu je uz pomoć tjelohranitelja uspio bijeg iz dvorane, a kasnije i iz zgrade skupštine. Oružane snage Gruzije odbile su da intervenirati protiv prosvjednika.
Sutradan su se uz posredovanje ruskog ministra vanjskih poslova Igora Ivanova sa Ševardnadzeom sastali Sakašvili i Žvanija. Na tom sastanku Ševardnadze je podnio ostavku i predao vlast opoziciji.

## Vanjske poveznice
- Tinatin Khidasheli, "The Rose Revolution has wilted", International Herald Tribune, Paris, 8 December 2004
- "Georgia's Rose Revolution: A Participant's Perspective"  Arhivirana inačica izvorne stranice od 9. lipnja 2009. (Wayback Machine) U.S. Institute of Peace Report, July 2006
- Dan Jakopovich, The 2003 "Rose Revolution" in Georgia: A Case Study in High Politics and Rank-and-File Execution, Debatte: Journal of Contemporary Central and Eastern Europe, August, 2007.
- HumanRights.ge — daily updated online magazine and web portal on human rights in Georgia
- Michael Barker, "Regulating revolutions in Eastern Europe: Polyarchy and the National Endowment for Democracy", 1 November 2006